# Песочня (нижний приток Жиздры)
Песочня — река в России, протекает по Калужской и Тульской областях. Правый приток Жиздры.

## География
Длина реки составляет 22 км, площадь водосборного бассейна — 74,8 км². Река берёт начало в лесах Козельского района Калужской области около станции Мышбор. Течёт на север, частично протекает по территории Суворовского района Тульской области. На реке расположен посёлок Песоченский. Устье реки находится на территории Перемышльского района Калужской области в 5 км по правому берегу реки Жиздра.

## Данные водного реестра
По данным государственного водного реестра России относится к Окскому бассейновому округу, водохозяйственный участок реки — Ока от города Белёв до города Калуга, без рек Упа и Угра, речной подбассейн реки — бассейны притоков Оки до впадения Мокши. Речной бассейн реки — Ока.
Код объекта в государственном водном реестре — 09010100512110000020384.